# Модерна времена
Модерна времена (енгл. Modern Times) је америчка нема сатирична романтична црна комедија из 1936. године, коју је написао и режирао Чарли Чаплин, у којем се његов легендарни лик скитнице бори да преживи у модерном, индустријализованом свету. Филм је коментар очајних радних и финансијских услова са којима су се многи људи суочили током Велике депресије — услова створених, по Чаплиновом мишљењу, ефикасношћу модерне индустријализације. У филму глуме Чаплин, Полет Годард, Хенри Бергман, Тајни Сендфорд и Честер Конклин. Филм је значајан по томе што је Чаплин овде последњи пут тумачио лик скитнице и што се први пут чује Чаплинов глас на филму.
Године 1989. Модерна времена је био један од првих 25 филмова које је Конгресна библиотека одабрала за чување у Националном регистру филмова Сједињених Држава због свог „културолошког, историјског или естетског значаја”. Године 2003. приказан је „ван конкуренције” на Филмском фестивалу у Кану.

## Радња
Скитница ради на монтажној траци, где много пати због стреса и темпа монотоног рада. На крају доживи нервни слом и побесни, заглављује се у машини и фабрику баци у хаос; затим бива послат у болницу. Након опоравка, сада незапослен, скитница је грешком ухапшен у комунистичким демонстрацијама. У затвору је случајно прогутао прошверцовани кокаин, а у свом каснијем делиријуму избегао је да га врате у ћелију. Када се врати, наиђе на покушај бекства из затвора и нокаутира осуђенике због чега га чувари славе као хероја и додељују му посебан третман. Када га обавесте да ће ускоро бити пуштен због својих херојских поступака, он безуспешно покушава да каже да више воли живот у затвору.
Након пуштања на слободу, пријављује се за нови посао код бродоградитеља, али одлази након што је изазвао несрећу. Убрзо затим наилази на девојку без родитеља, Елен, која бежи од полиције након што је украла векну хлеба. Одлучан да се врати у затвор и да је спасе од хапшења, скитница говори полицији да је он лопов и тражи да буде ухапшен, али сведокиња открива његову обману и он је ослобођен. Затим одлази у ресторан где, након што је појео огромну количину хране, не жели да плати како би га ухапсили, и поново сусреће Елен у полицијском возилу. Међутим, убрзо испада из возила и она га убеди да побегне са њом. Они започињу заједнички живот и скитница добија посао ноћног чувара у робној кући, где, током смене, наилази на тројицу провалника предвођених „Великим Билом”, његовим колегом из фабрике, који му објашњава да су гладни и очајни. Након што је са њима поделио пиће, буди се следећег јутра током радног времена и поново бива ухапшен јер није позвао полицију због провалника и зато што је спавао на столу у одељењу за одећу, шокирајући купце и власника продавнице.
Данима касније, Елен га води у запуштену колибу где поново започињу заједнички живот. Следећег јутра он чита о поновном отварању старе фабрике и добија посао помоћника механичара. Остали радници тада изненада одлучују да ступе у штрајк и говоре скитници да оде са њима. Изван фабрике он случајно баца циглу на полицајца и поново бива ухапшен.
Отпуштен је две недеље касније и сазнаје да је Елен сада плесачица у кафеу. Запошљава се тамо као певач и конобар, али неспретно обавља своје дужности. Током свог наступа на подијуму, он губи рукаве на којима се налази текст песме коју треба да отпева, али спасава свој чин импровизујући текст, брбљајући неке речи и користећи пантомиму. Када полиција стигне да ухапси Елен због њеног ранијег бекства, њих двоје су приморани да поново побегну, а Елен очајава што је свака њихова борба бесмислена, али је скитница уверава да треба да наставе. У блиставу зору, они корачају путем ка неизвесној будућности, али пуној наде.

## Улоге
| Глумац            | Улога                       |
| ----------------- | --------------------------- |
| Чарли Чаплин      | радник у фабрици (скитница) |
| Полет Годард      | Елен Питерсон               |
| Хенри Бергман     | власник кафеа               |
| Тајни Сендфорд    | Велики Бил                  |
| Честер Конклин    | механичар                   |
| Ал Ернест Гарсија | директор фабрике            |
| Стенли Блистон    | Еленин отац                 |
| Ричард Александер | цимер у ћелији              |
| Сесил Рејнолдс    | министар                    |
| Мира Макини       | супруга министра            |
| Мердок Маквари    | Џ. Видекомб Билоус          |
| Хенк Ман          | провалник са Великим Билом  |
| Луј Нато          | провалник са Великим Билом  |

## Продукција
Током европске турнеје на промоцији филма Светла велеграда, Чаплин је инспирацију за Модерна времена добио из жалосних услова на овом континенту током Велике депресије, заједно са разговором са Махатмом Гандијем током ког су разговарали о модерној технологији. Чаплин није разумео зашто се Ганди генерално томе противио, иако је признао да је „машинерија која у виду има само профит” људе оставила без посла и уништила животе.
Чаплин је почео да припрема филм 1934. као свој први звучни филм, а отишао је толико далеко са овом идејом да је чак и написао сценарио за дијалоге и експериментисао са неким звучним сценама. Међутим, убрзо је напустио ове покушаје и вратио се на неми формат са синхронизованим звучним ефектима и ретким дијалозима. Експерименти са дијалогом потврдили су његово дугогодишње уверење да ће универзална привлачност његовог лика скитнице бити изгубљена ако лик икада проговори на екрану. Већина филма снимљена је „нечујном брзином”, од 18 фрејмова у секунди, што је када се пројектује при „брзини звука”, 24 кадра у секунди, учинило да слепстик акција изгледа још френетичније. Снимање је трајало дуго за то време; почело је 11. октобра 1934, а завршено је 30. августа 1935. године.
Чаплинов биограф Џефри Венс је приметио: „Чаплин је препознао да су Модерна времена била опроштај од скитнице и намерно је укључио многе гегове и секвенце као брижни опроштај од лика и омаж традицији визуелне комедије.”
Овај филм такође чувено користи „мат сликање” у сцени клизања у којој Чарли вози рошуле с повезом преко очију, не схватајући да је константно близу ивице и да би врло вероватно могао пасти. Окно крај кога клиза је заправо слика, а Чаплин никада није био у стварној опасности док је снимао ову сцену — у стварности је клизио по обичном поду, са платформом да разазна када да стане. То се може приметити и по томе што је у једном тренутку Чаплинов задњи точак накратко нестао иза слике. Ово је највероватније измакло Чаплиновом оку, што би могао бити разлог што га је оставио.
Референца на дрогу која се види у затворској секвенци је помало смела за то време (пошто је продукцијски кодекс, установљен 1930. године, забрањивао приказивање злоупотребе дрога у филмовима); Чаплин је раније спомињао дрогу у једном од својих најпознатијих кратких филмова, Easy Street, објављеном 1917. године.

## Музика
Према званичним документима, партитуру је компоновао сам Чаплин, а аранжирао ју је уз асистенцију Алфреда Њумана, који је сарађивао са Чаплином на партитури његовог претходног филма Светла велеграда. Њуман и Чаплин су се посвађали пред крај снимања звучних записа за Модерна времена, што је довело до Њумановог бесног одласка.
Тема романсе је касније добила текст и постала је поп песма „Smile”, коју је први снимио Нет Кинг Кол. Обрада ове песме Џимија Дурантеа такође је коришћена у трејлеру за филм Џокер из 2019. године, у којем главни лик такође гледа сцене са приказивања Модерних времена након што се ушуњао у биоскоп.
Модерна времена је био први филм у којем се чује Чаплинов глас док изводи комичну песму Леа Данидерфа „Je cherche après Titine”. Чаплинова верзија је такође позната као „The Nonsense Song” („Бесмислена песма”), јер су речи у песми насумичне. Текст је бесмислен, али делује да садрже речи из француског и италијанског; употреба намерно полуразумљивих формулација за комични ефекат указује на пут ка говорима Аденоида Хинкела у филму Велики диктатор.
Према филмском композитору Дејвиду Раксину, он је музику написао као младић желећи да стекне славу. Чаплин би седео, често у тоалету, певушио песме и говорио Раксину да „запише ово”. Раксинов посао је био да претвори певање у партитуру и створи тајминг и синхронизацију који одговарају ситуацијама. Чаплин је био виолиниста и имао је извесно музичко знање, али није био оркестратор и није био упознат са синхронизацијом. Заједно са Едвардом Б. Пауелом, Раксин је добио заслуге за музичке аранжмане. Раксин је касније компоновао музику за филмове Лора и Дан после.

## Пријем
Модерна времена се често хвале као једно од најбољих Чаплинових остварења, и остају један од његових најпопуларнијих филмова. Филм има рејтинг од 98% на сајту Rotten Tomatoes на основу 108 рецензија, са пондерисаним просеком од 9,4/10. Критички консензус веб-сајта гласи: „Модерна времена као слепстик критикује индустријализовану Америку, а подједнако су политички продорна колико и урнебесно смешна”. Metacritic му даје збирну оцену од 96/100 на основу 4 критичара, што указује на „универзално признање”.
Савремене критике су биле веома позитивне. Френк Нугент из новина The New York Times је написао: „Модерна времена имају и даље истог старог Чарлија, љупког малог момка чије руке, стопала и шаљиве обрве могу да утисну неодољиву тетоважу на смешну кост публике или да је држе мирно, затегнуту испод чаролије људске трагедије… Време није променило његову генијалност”. Variety је назвао филм „веома забвним и звучном посластицом”. Film Daily је написао: „Чарли Чаплин је постигао један од својих највећих тријумфа”. Џон Мошер из часописа The New Yorker написао је да Чаплин „производи неке изванредне шале… Све у свему, то је преопширни скеч, понекад помало лабав, понекад прилично слаб у ефекту, а с времена на време сигуран у своју богату, старомодну смешност”. Бернс Ментл је назвао филм „још једним урнебесним успехом”.
Пишући за The Spectator 1936. године, Грејем Грин је снажно похвалио филм, напомињући да је Чаплин, иако је одувек био помало застарео у његовим претходним радовима, „коначно дефинитивно ушао на савремену сцену”. Грин је приметио да док су у претходним филмовима са Чаплином појављивале „поштене и личне” хероине, улога Полет Годард овде је сугерисала да би његови женски ликови могли бити представљени са више личности него раније. Такође је изразио забринутост да ће се филм сматрати комунистичким филмом, иако је у стварности Чаплинова порука била претежно аполитична. Како Грин објашњава, „[Чаплин] представља, он не нуди политичка решења”.
Француски филозофи Жан-Пол Сартр, Симон де Бовоар и Морис Мерло-Понти назвали су свој часопис Les Temps modernes по овом филму.
Филм је зарадио 1,8 милиона долара од изнајмљивања северноамеричких биоскопа током свог првобитног издања, поставши један од филмова са највећим зарадама 1936. године. Био је најпопуларнији филм на британским благајнама у периоду од 1935–36.
Култни приказ Чаплина који бесомучно ради како би одржао корак са монтажном траком инспирисао је касније многе комедије, укључујући Дизнијев филм Лице Фирера (Паја Патак наизменично саставља артиљеријске гранате и поздравља портрете Адолфа Хитлера) и епизоду серије Волим Луси под називом „Job Switching” (Луси и Етел покушавају да одрже корак са све већом количином чоколадних бомбона, на крају их гурају у уста, шешире и блузе). Почетак фантастичне секвенце у филму, у којој се незапослени фабрички радник спотакне о табуре када уђе у дневну собу свог „дома из снова” са Елен, инспирисао је сличну уводну шпицу Шоуа Дика ван Дајка.
Ово је био први Чаплинов филм са отворено политичком тематиком, а његов непријатан приказ индустријског друштва изазвао је контроверзу у неким круговима након његовог првобитног објављивања. Пишући за The Liberal News, званични часопис британске Либералне партије, у октобру 1936, Вилоби Девар је приметио да Модерна времена „треба да види сваки млади либерал. То је, између осталог, део првокласне либералне пропаганде”. Министар пропаганде Нацистичке Немачке Јозеф Гебелс забранио је приказивање филма у режиму због његовог наводног залагања за комунизам.
Филм показује благе сличности са мање познатим француским филмом из 1931. у режији Ренеа Клера под називом À Nous la Liberté (Слобода за нас) – секвенца са монтажне траке је пример да је оба филма приказују, али на различите начине. Немачка филмска компанија Tobis Film, гладна новца, безуспешно је тужила Чаплина након што је филм објављен. Поново су га тужили после Другог светског рата (што се сматра осветом за Чаплинове антинацистичке изјаве у Великом диктатору). Овог пута су се нагодили са Чаплином ван суда. Клер, пријатељ и велики обожавалац Чаплина који је био поласкан што ће филмска икона приказати сличну тему, био је дубоко постиђен што је Tobis Film тужио Чаплина, и није учествовао у случају.
Филм је привукао критике због тога што је био скоро потпуно нем, упркос томе што је филмска индустрија одавно прихватила звучне филмове. Чаплин се плашио да ће мистерија и романтизам лика скитнице бити уништени ако проговори, и бринуо се да ће то удаљити његове обожаваоце на територијама на којима се не говори енглески. Његови будући филмови су, међутим, били потпуно звучни, али без лика скитнице.

Чаплинов биограф Џефри Венс писао је о пријему и наслеђу ове класичне комедије, 
Модерна времена су можда значајнији сада него у било ком тренутку од свог првог издања. Тема филма из двадесетог века, далековида за своје време – борба да се избегне отуђење и сачува човечанство у модерном, механизованом свету – дубоко одражава питања са којима се суочава двадесет први век. Муке скитнице у филму и комични хаос који настаје требало би да пруже снагу и удобност свима који се осећају као беспомоћни зупчаници у свету ван контроле. Кроз своје универзалне теме и комичну инвентивност, Модерна времена остају једно од Чаплинових најбољих и најтрајнијих дела. Можда је још важније, то је финале скитнице, омаж Чаплиновом најомиљенијем лику и ери немог филма којом је освојио читаву генерацију.
Амерички филмски институт је сврстао Модерна времена на следеће листе:
- 1998: 100 година АФИ-ја… 100 филмова – #81[26]
- 2000: 100 година АФИ-ја… 100 комедија – #33[27]
- 2007: 100 година АФИ-ја... 100 филмова (10. годишњица) – #78[28]

The Village Voice је 1999. сврстао Модерна времена на 62. место своје листе 250 најбољих филмова 20. века, на основу анкете критичара. У јануару 2002. филм је изабран за 58. место на листи 100 најбољих филмова свих времена од стране Националног друштва филмских критичара. Филм је изгласан на 74. месту на листи 100 најбољих филмова истакнутог француског часописа Cahiers du cinéma 2008. године. У анкетама часописа Sight & Sound из 2012. године, филм се нашао на 63. месту листе најбољих филмова икада снимљених у анкети критике и на 20. месту у анкети редитеља. У ранијој верзији листе из 2002. филм је био на 35. месту међу критичарима. Модерна времена су се 2015. године нашла на 67. месту BBC-јеве листе 100 најбољих америчких филмова, за коју су гласали филмски критичари из целог света. Филм је изабран за 12. место на листи 100 најбољих комедија свих времена у анкети од 253 филмска критичара из 52 земље коју је 2017. спровео BBC. Године 2021. филм је смештен на 49. место листе 100 најбољих филмова свих времена часописа Time Out.

## Рестаурација
Дигитално рестаурирана верзија филма објављена је 2003. године. Француска компанија МК2 је претражила свет у потрази за добрим копијама оригиналног филма, исекла их заједно и обрађивала сваки од 126.000 кадрова, уклањајући огреботине и прашину и обезбеђујући оптималну стабилност и уравнотеженост слике, као и нивое црно-белих тонова. Рестаурирана верзија је први пут приказана на Филмском фестивалу у Кану 2003. године.